# Pfarrkirche St. Peter am Neuwald

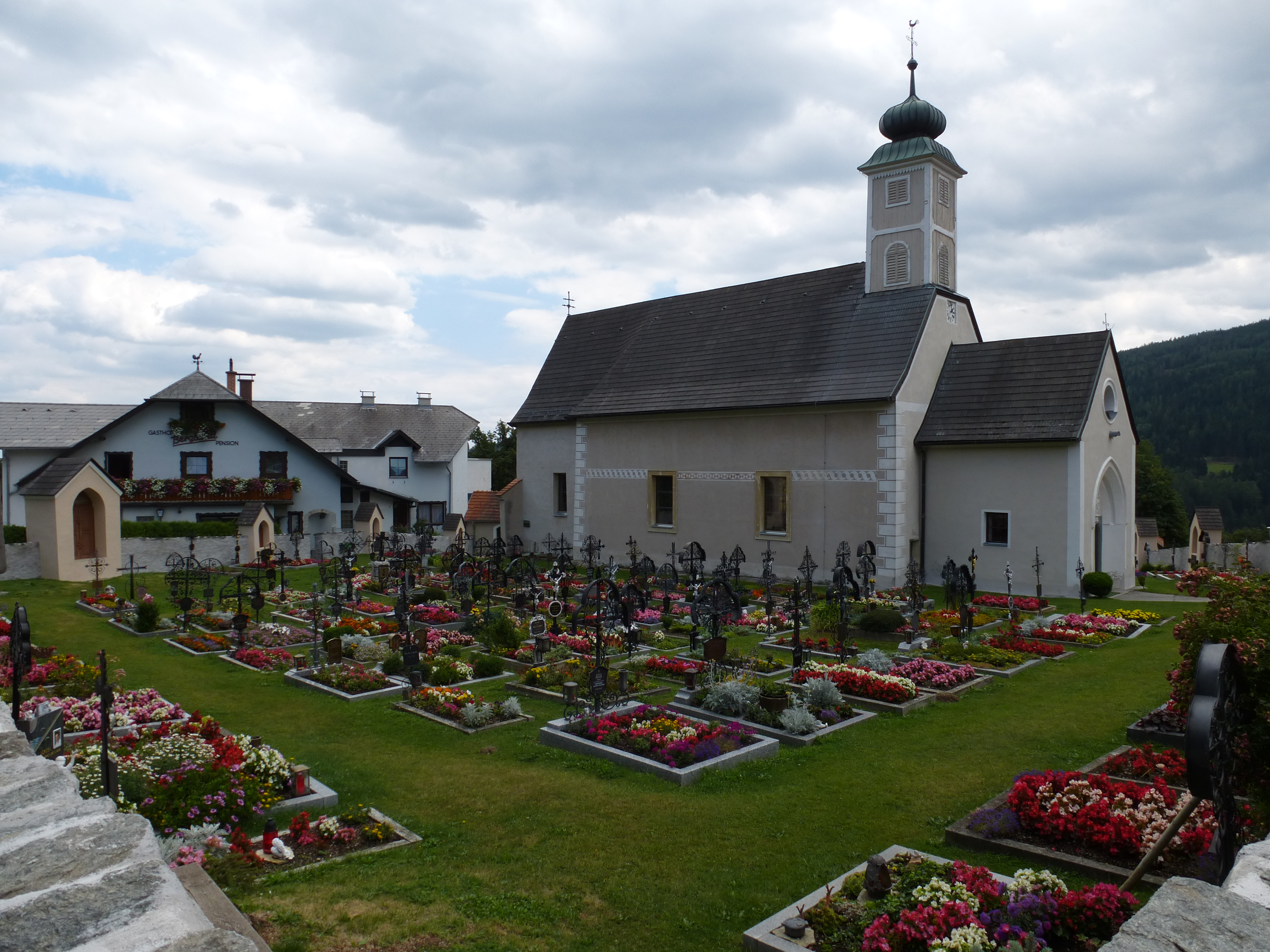
Katholische Pfarrkirche St. Peter am Neuwald

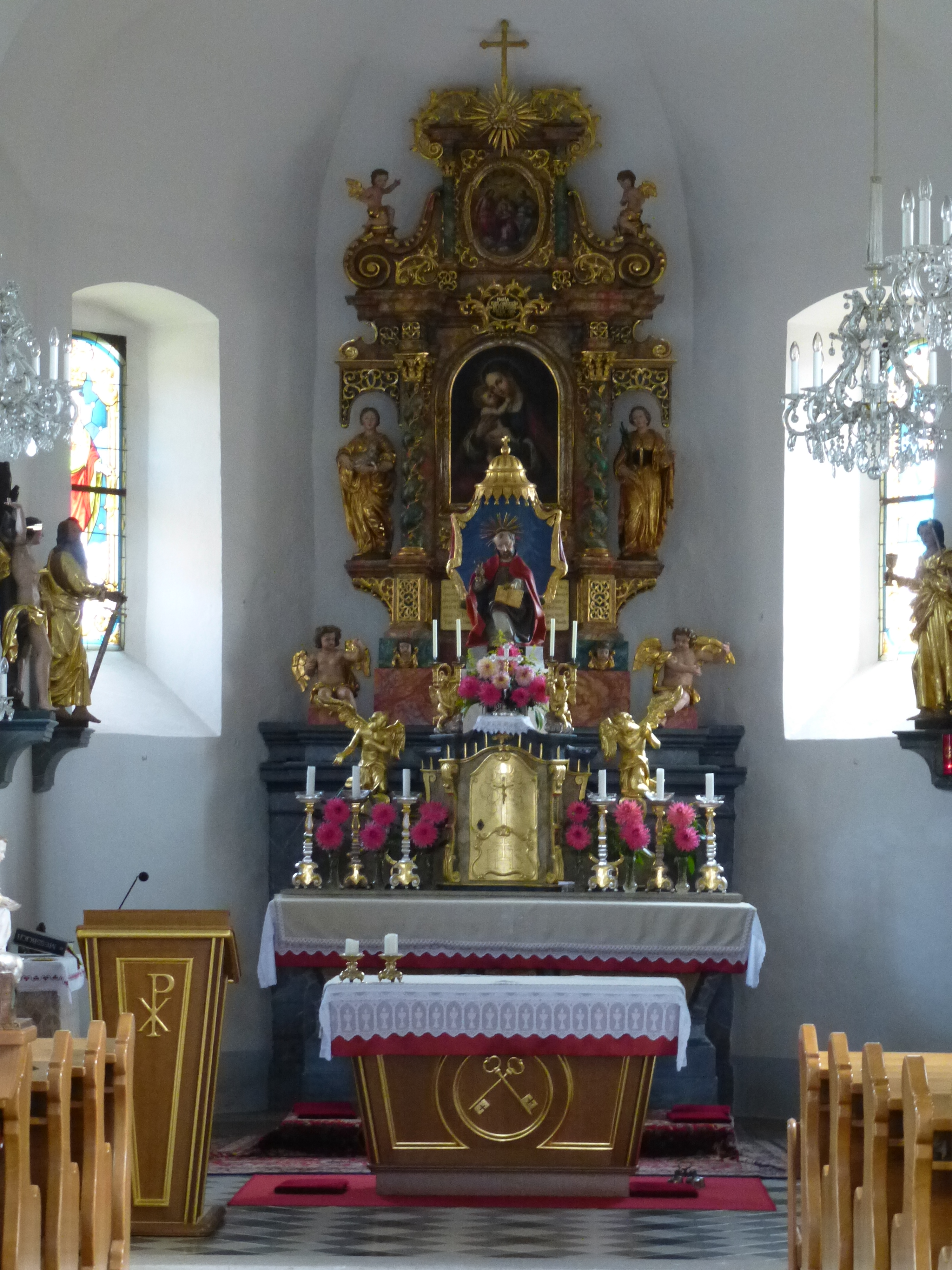
Chor, Blick zum Hochaltar

Die Pfarrkirche St. Peter am Neuwald steht in St. Peter am Wechsel in der Katastralgemeinde Neuwald in der Gemeinde Aspangberg-St. Peter im Bezirk Neunkirchen in Niederösterreich. Die dem Patrozinium hl. Petrus unterstellte römisch-katholischen Pfarrkirche gehört zum Dekanat Kirchberg im Vikariat Unter dem Wienerwald der Erzdiözese Wien. Die Kirche und der Friedhof stehen unter Denkmalschutz (Listeneintrag).

## Geschichte
Urkundlich wurde 1420 der Ort St. Peter am Neuwald genannt. Eine Kapelle mit einem schlichten Saalraum mit einem eingezogenen Chor von einer Friedhofsmauer umgeben bestand wohl schon vor 1475. 1510 eine Filiale des Klosters Kirchberg am Wechsel wurde die Kirche 1783 bzw. 1852 zur Pfarrkirche erhoben. Restaurierungen waren um 1960 und um 1970.

## Architektur
Das Kirchenäußere zeigte ein schlichtes Langhaus mit einem westlichen hölzernen Dachreiter mit einem Zwiebelhelm um 1830, die Rechteckfenster wurden 1960 erneuert, die Längsseitenwände haben Putzbänder mit ornamentalen Ziermotiven aus dem 16. Jahrhundert, nordseitig besteht ein Putzbandrest um 1500, um 1970 nach den originalen Farbresten restauriert. Der polygonal schließende Chor hat Strebepfeiler und ostseitig ein vermauertes Spitzbogenfenster. Die westliche Vorhalle aus 1882 schützt ein spätgotisches Spitzbogenportal. Die südseitige zweigeschoßige Sakristei unter einem Walmdach entstand im 16. Jahrhundert.
Das Kircheninnere zeigt ein Langhaus unter einer hölzernen Flachdecke aus 1973. Der eingezogene Triumphbogen ist rundbogig. Der Chor unter einem barocken Stichkappenkranz mit einem Putzmedaillon stammt aus dem Ende des 18. Jahrhunderts. Die Glasmalerei im Chor um 1900 zeigt Darstellungen der Heiligen Josef, Herz Jesu und Herz Mariä.

## Ausstattung
Die Einrichtung im Chor wurde 1783 aus dem aufgelassenen Kloster Kirchberg am Wechsel hierher übertragen.
Der Hochaltar als zierlicher barocker Retabel mit gedrehten Säulen nennt im Chronogramm 1714, er zeigt das Altarblatt Mariahilf und trägt die Seitenstatuen der Heiligen Agnes und Apollonia, im Auszug das Bild Mariä Krönung, in der Predella ein Rosenkranzbild aus 1883, er trägt einen freistehenden Tabernakel aus dem Ende des 18. Jahrhunderts, darauf steht eine barocke Figur thronender hl. Petrus unter einem Baldachin aus dem Anfang des 18. Jahrhunderts.
Die Orgel vom Orgelbauer Franz Ullmann 1836 wurde 1906 umgebaut. Eine Glocke nennt Jacob Montell 1751. Zwei Glocken sind aus 1920.

## Friedhof
Im Friedhof um die Kirche wurden von 1878 bis 1883 sechzehn Rosenkranzkapellen in die Friedhofsmauer eingebaut, sie zeigen Metallbilder des Malers Wilhelm Schöffmann aus 1883 in der Art von Josef Führich.